# ویلما کازارت فاین
ویلما کازارت فاین (انگلیسی: Wilma Cozart Fine؛ ۲۹ مارس ۱۹۲۷ – ۲۱ سپتامبر ۲۰۰۹) یک تهیه‌کننده موسیقی و مهندس صدا اهل ایالات متحده آمریکا بود.
او دانش‌آموختهٔ رشتهٔ آموزش موسیقی در دانشگاه نورث تگزاس بود.
همسر او سی. رابرت فاین (۱۹۸۲-۱۹۲۲) در دههٔ ۱۹۵۰ تا اوایل ۱۹۶۰ میلادی، سرپرست بخش موسیقی کلاسیک در شرکت «مرکیوری رکوردز» بود و ایندو با هم، بیش از صدها اثر هنری ارزشمند را ضبط و منتشر کردند.